# Ana de San Agustín
Ana de San Agustín   (Valladolid, 11 de desembre de 1555 (Gregorià) - 11 de desembre de 1624) nascuda Ana de Pedruja y Pérez fou una monja carmelita descalça. Fou proclamada venerable per l'Església catòlica.

## Biografia
Nascuda a Valladolid com a Ana de Pedruja y Pérez; era filla de Juan de Pedruja y Rebolledo, administrador dels comtes de Buendía, i de Magdalena Pérez de Argüello. Va ésser educada cristianament i, de gran, va dir que se li havia aparegut el Nen Jesús i que li digué que havia de seguir la vocació religiosa.
Va prendre l'hàbit de les carmelites descalces al convent de Malagón el 3 de maig de 1575, on va romandre tres anys com a novícia fins a professar el 4 de maig de 1578. Amb Teresa de Jesús, va fundar el convent de Santa Ana a Villanueva de la Jara (1581), on van arribar el 21 de febrer de 1580; des d'aquí, també fundà el convent de San José de Valera de Abajo (1600), a Conca. A La Jara va transcórrer la seva vida de religiosa, destacant-hi per la seva virtut i tinguda per santa. Va tenir episodis místics i aparicions i visions de sants, de Crist o l'infern, entre d'altres. Morí en aquest convent l'11 de desembre de 1624.

## Veneració
Fou sebollida al convent de La Jara, on el seu cos, incorrupte, encara es conserva. El seu procés de beatificació s'incoà aviat, però fou interromput per circumstàncies històriques. El 15 de desembre de 1776 Pius VI la va proclamar venerable.